# Amis du jardin vagabond
Amis du jardin vagabond est une association reconnue d'intérêt général, fondée en 2008 à Aix-les-Bains. Elle a pour objet de gérer le Jardin Vagabond, un jardin public de 5 ha situé au bord du Lac du Bourget, à Aix-les-Bains, en  France.

## Histoire
L’association Amis du jardin vagabond a été fondée en octobre 2008 à Aix-les-Bains par une partie des membres de l’atelier « Bords du lac » de l’Agenda 21 local, un plan d’actions programmées devant intégrer le développement durable au terme d’une concertation entre les structures (communes, intercommunalités, ...) et la population, dont la mise en place à Aix-les-Bains a été votée lors du conseil municipal du 12 février 2002. Elle a pour vocation de gérer, de protéger et d’entretenir le Jardin Vagabond.